# Semperflorens-Begonien

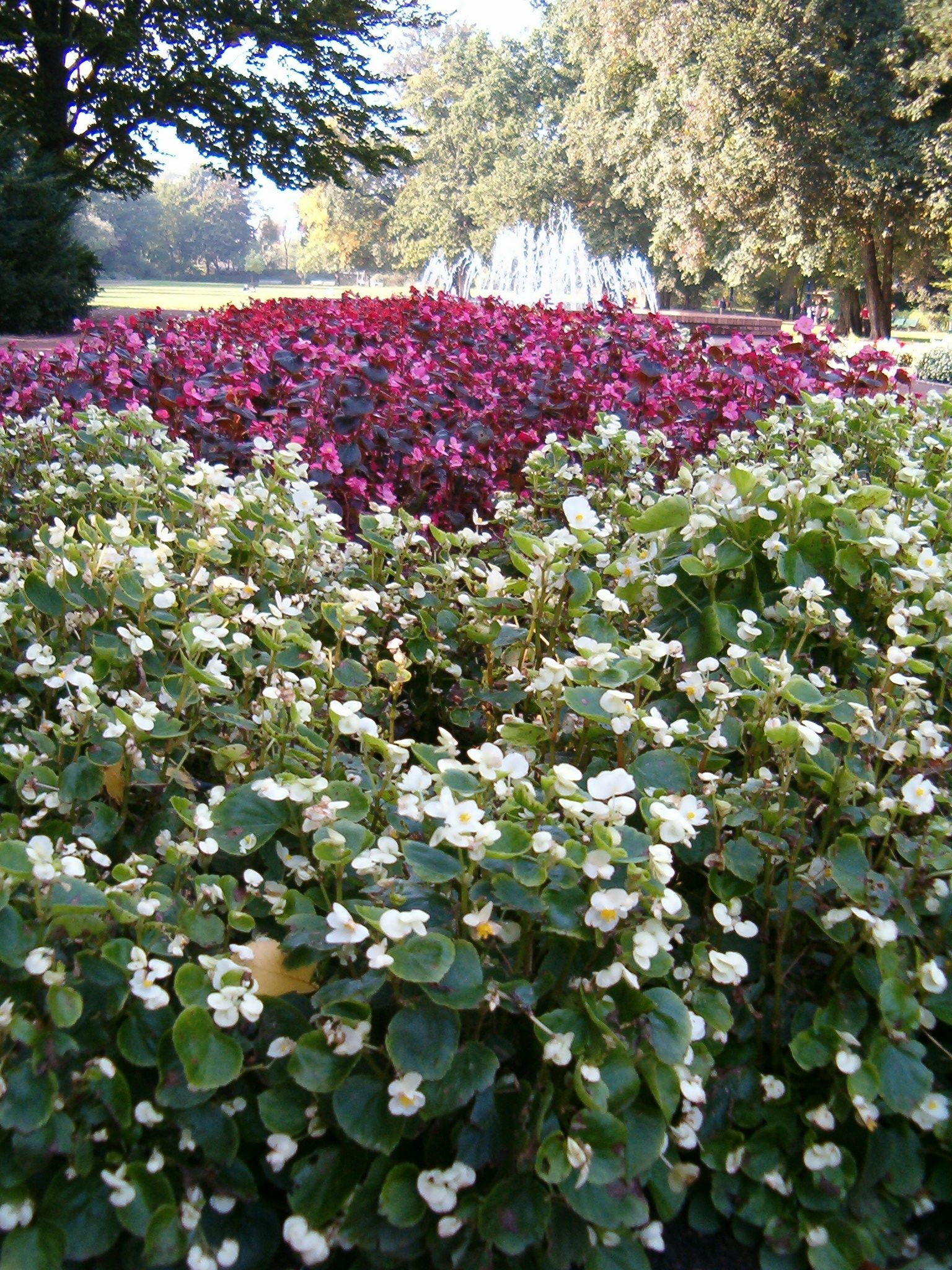
Überblick auf ein Beet mit Eis-Begonien (Begonia × semperflorens-cultorum) in einem Berliner Park im Herbst.

Semperflorens-Begonien (Begonia × semperflorens-cultorum, Syn.: Begonia-Semperflorens-Hybriden), auch Eis-Begonien und Gottesaugen genannt, gehören zur Familie der Schiefblattgewächse (Begoniaceae). „Immerblühende Begonie“ (ist die Übersetzung des botanischen Namens) – diesem  (botanischen) Namen macht sie alle Ehre, denn sie blüht unermüdlich den ganzen Sommer hindurch bis zum Frostbeginn. Der Name Eisbegonie nimmt Bezug auf ihre brüchigen Blätter und nicht etwa auf ihre Frosthärte, denn sobald die Temperaturen unter 0 °C sinken, kommt es zu sichtbaren Erfrierungen. Die Ursprungsform ist in Brasilien beheimatet. Seit der Viktorianischen Zeit ist sie eine beliebte Zierpflanze.

## Nutzung
Es ist eine der beliebtesten Beet- und Balkonpflanzen für schattige bis halbschattige Standorte. Sie würden sich auch als Zimmerpflanzen eignen, doch ist eine Pflege in Räumen unüblich.
Die züchterische Entwicklung von Begonia ×semperflorens-cultorum in Deutschland begann 1894, als die erste Hybridsorte mit dem Artbastard aus Begonia semperflorens Link & Otto und Begonia schmidtiana Regel entstand. Um die Jahrhundertwende wurde die erste polyploide Sorte gezüchtet.

## Beschreibung
Sie werden wie einjährige Pflanzen kultiviert, es handelt sich aber im Grunde genommen um mehrjährige krautige Pflanzen. Sie erreichen normalerweise Wuchshöhen von 20 bis 30 cm. Die Laubblätter sind wie bei allen Begonien asymmetrisch. Sie sind einhäusig getrenntgeschlechtig (monözisch); weibliche und männliche Blüten befinden sich in einem Blütenstand. Die Sorten haben grüne bis rötliche Blätter und Blütenfarben von weiß über rosa bis rot.

## Kultur
Meistens erfolgt die Vermehrung über Aussaat. Der Samen ist wie bei allen Begonien winzig. Die optimale Keimtemperatur liegt zwischen 20 und 22 °C, dann dauert die Keimung etwa 20 Tage.

## Sorten
Es gibt sehr viele Sorten, in unterschiedlichen Blütenfarben in weiß und diversen Rot- bis Rosatönen. Gelb- und Blautöne gibt es bei den Eisbegonien nicht. Die meisten Blütenfarben gibt es auch in zwei Blattfarben: grün oder intensiv dunkelrot.
- Sortengruppe 'Olympia' F1 in diversen Farben
- Sortengruppe 'Super Olympia' F1 in diversen Farben
- Sortengruppe 'Partyfun' F1 in diversen Farben
- Sortengruppe 'Variace' F1 in diversen Farben
- Sortengruppe 'Akord' F1 in diversen Farben
- Sortengruppe 'Alfa' F1 in diversen Farben
- Sortengruppe 'Cocktail' in diversen Farben
- 'Juwel' (grünlaubig)
- 'Diable' (dunkellaubig)
- 'Olomouc'
- 'Lucenec'
- 'Bousin'
- 'Padoli'
- 'Skalka'
- 'Ostas'
- 'Derby
- 'Lotto'
- 'Organdy'
- 'Vision'
- 'Party'
- 'Gin'
- 'Rum'
- 'Whisky'
- 'Wodka'
- 'Brandy'